# 막스 초른
막스 아우구스트 초른(독일어: Max August Zorn, [maks ˈaʊ̯ɡʊst tsɔʁn], 1906년 6월 6일 ~ 1993년 3월 9일)은 독일에서 태어난 미국인 수학자이다. 초른 보조정리로 유명하다.

## 생애
독일 크레펠트에서 태어났다. 함부르크 대학교의 에밀 아르틴에게서 수학했다. 1930년 4월 논문 〈Theorie der alternativen Ringe〉로 박사 학위를 수여받았다. 이후 할레 대학교에서 연구인력으로 일하게 되었다. 그러나 1933년 당시 나치스 정권 때문에 독일을 떠나기로 마음먹었다. 유대인 탄압 때문에 독일을 떠난 많은 유대인 학자들이 있었지만, 초른의 경우 유대인은 아니었다.
미국으로 이민온 후 1934년 예일 대학교에서 1936년까지 근무했다. 1946년까지는 캘리포니아 대학교 로스앤젤레스에서, 캘리포니아 대학교 로스앤젤레스를 떠난 후 1971년까지 인디애나 대학교에서 근무했다.
막스 초른은 알리스 슐로타우(독일어: Alice Schlottau)와 결혼하여 아들 옌스(독일어: Jens)와 딸 리즈(독일어: Liz)를 두었다. 그의 손자 에릭은 시카고 트리뷴의 컬럼니스트로 활동하고 있다.
1993년 미국 블루밍턴에서 사망하였다.

## 업적
초른은 대수학, 집합론, 군론, 해석학, 복소해석학 등 다양한 수학분야에서 연구를 진행했다. 그의 가장 큰 기여는 초른 보조정리로, 이 정리는 체르멜로-프렝켈 집합론의 선택 공리와 동치이다. 초른 보조정리를 이용하면 무한 차원의 벡터 공간을 포함한 모든 벡터 공간은 기저를 갖는다는 것을 증명할 수 있다.